# زبان خوئه‌خوئه
زبان خوئه‌خوئه که به اعتبار قوم سخنورش، ناما نامیده می‌شود، گسترده‌ترین زبان غیر بانتویی جنوب آفریقا است که سابقاً هوتن‌توت نیز نامیده می‌شد. بارزترین مشخصه این زبان، وجود همخوان‌های کلیکی در آن است.
زبان خوئه‌خوئه متعلق به خانواده زبان‌های خوئه است و گویشورانش که متعلق به اقوام ناما، ئامارا و هائوم هستند در کشورهای نامیبیا، بوتسوانا و آفریقای جنوبی زندگی می‌کنند.